# Baetodes awa
Baetodes awa is een haft uit de familie Baetidae. De wetenschappelijke naam van de soort is voor het eerst geldig gepubliceerd in 2011 door Salinas.
De soort komt voor in het Neotropisch gebied.